# Aktuelle Kamera
Aktuelle Kamera était le programme d'actualités télévisées de la télévision est-allemande diffusé de 1952 à 1991.

## Histoire

### Période de la RDA
Dès le début des émissions de la Deutscher Fernsehfunk le 21 décembre 1952, Aktuelle Kamera est l'émission d'information quotidienne. Elle est, avec seulement cinq jours d'avance sur la première édition du journal télévisé de l'ARD, la plus ancienne émission d'information télévisée allemande. Toutefois, son importance n'a augmenté qu'avec la diffusion croissante des téléviseurs. Au début, le média d'information principal était la projection cinématographique est-allemande Der Augenzeuge.
Comme tous les médias de la République démocratique allemande (RDA), le programme est contrôlé et censuré par le Parti socialiste unifié d'Allemagne (SED) et constitue un outil de propagande essentiel. Le secrétaire à l'agitation et à la propagande du Comité central du SED contrôle les informations diffuées quotidiennement. Le contenu du programme comprend généralement des reportages détaillés sur les réunions du Comité central, les conférences du parti SED, les visites d'État, les cérémonies de remise de prix, les visites de fonctionnaires dans les entreprises et d'autres occasions officielles. Des reportages très détaillés portent sur de prétendues améliorations de la production socialiste dans l'industrie et l'agriculture, ainsi que sur le programme de logements sociaux. L'accent est toujours mis sur la bonne réalisation du Plan.
Les reportages sur l'étranger sont fortement politisés. Des événements que le gouvernement veut passer sous silence (comme les passages illégaux des frontières d'éminents citoyens de la RDA) ne sont pas mentionnés. Les reportages sur les pays étrangers non socialistes traitent souvent de problèmes sociaux et sociétaux tels que la pauvreté et les évolutions radicales de droite ; la mention régulière de décès liés à la drogue dans ce qui était alors la République fédérale d'Allemagne ou Berlin-Ouest est également caractéristique.
Le style linguistique (parodié, entre autres, dans le long métrage Good Bye, Lenin!) est caractérisé par la liste exhaustive des titres officiels des personnes citées, ainsi que par des phrases condensées extrêmement longues qui exige du présentateur un entraînement à la technique de parole, et aussi la concentration de l'auditeur. Les reportages de l'agence de presse ADN sont réécrits par les rédacteurs de la rédaction télévisée afin de les rendre audibles dans la mesure du possible.
Le rédacteur en chef et ses six adjoints sont guidés par la commission d'agitation/propagande du Comité central du SED. L'émission reflète la politique du SED mais traduit de manière inadéquate la réalité de la vie en RDA. Outre le faible contenu informatif, c'est l'une des principales raisons de la faible popularité de l'émission. Pour obtenir des informations plus complètes, de nombreux citoyens de la RDA – lorsque cela était techniquement possible – se tournent vers les programmes d'information de la « Westfernsehen », la télévision de l'Ouest. En réponse, les autorités est-allemandes créent Der schwarze Kanal, une émission qui reprend les informations ouest-allemandes et les commentent conformément à la propagande officielle.

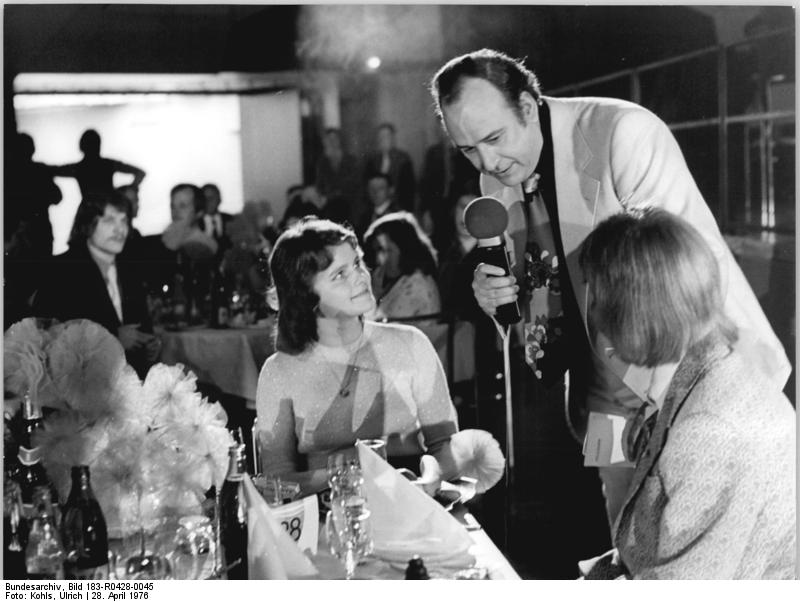
Wolfgang Reichardt interviewe des jeunes lors du « Bal de la jeunesse » au Palais de la République, Berlin-Est, 1976.

L'émission la plus importante de l'Aktuelle Kamera commençait chaque jour à 19h30 et se terminait à 20h00. L'édition principale avait lieu à 21h30 sur la deuxième chaîne et était repris le lendemain matin à 9h30 sur la première. Il y avait d'autres éditions plus courtes tout au long de la journée.

### Après la chute du Mur
La chute de la RDA supprime la censure des émissions télévisées et la rédaction s'affranchit du contrôle du pouvoir d'État. Le 30 octobre 1989, la deuxième chaîne lance le programme du soir AK Zwo. Le programme différait tant visuellement que par sa conception éditoriale des autres éditions de l'Aktuelle Kamera (AK Zwo est similaire dans son style aux magazines d'information Tagesthemen sur Das Erste et Heute-journal sur ZDF). AK Zwo est rediffusé pour la première fois sur 3sat à la fin de l'émission, soit seulement 11 jours après sa première diffusion, afin de documenter les événements de la chute du mur de Berlin.
Lorsque la « télévision de la RDA » est rebaptisée « Deutscher Fernsehenfunk » le 14 mars 1990, toutes les éditions dAktuelle Kamera adoptèrent le design du programme AK Zwo. L'édition principale de 19h30 s'intitule désormais AK am Abend. Le 15 décembre 1990, les deux programmes DFF 1 et DFF 2 sont remplacés par le programme DFF Länderkette. Cela marque la fin de l’émission. Le programme d'information de la nouvelle chaîne s'appelle Aktuell et son édition principale est aussi diffusée à 19h30. Certains intervenants de lAktuelle Kamera continuent à présenter jusqu'à ce que la station cesse d'émettre le 31 décembre 1991.